# (8599) Riparia
(8599) Riparia (2277 T-2) – planetoida z pasa głównego asteroid okrążająca Słońce w ciągu 4,47 lat w średniej odległości 2,71 au. Odkryta 29 września 1973 roku.